# Volta a Catalunya de 1911

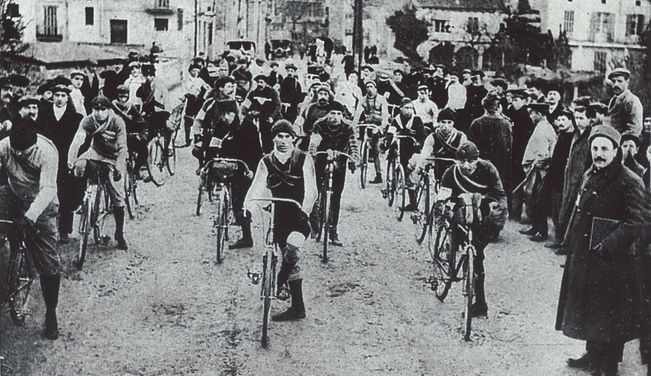
Primera sortida de la Volta Ciclista a Catalunya (6 de gener de 1911)

La Volta a Catalunya de 1911 fou la primera de les edicions de la Volta a Catalunya. La prova es disputà en tres etapes entre el 6 i el 8 de gener de 1911, per un total de 365 km. En aquesta primera edició hi van prendre part 34 ciclistes, dels quals 8 abandonaren durant les dues primeres etapes. El vencedor final, i clar dominador de la cursa, fou el tarragoní Sebastià Masdeu, que s'emportà un premi de 975 pessetes, per davant de Josep Magdalena que guanyà 325 pessetes, i Vicente Blanco, que en guanyà 275.
La prova es disputà sota unes condicions molt dures. Pluja durant bona part de la primera etapa, fred intens per la plana de Lleida i unes carreteres que ni de bon tros eren les actuals.
La cursa tingué algunes dificultats muntanyoses a superar: el pas de la Maladona, a les Costes del Garraf durant la primera etapa. El coll de Lilla durant la segona i el coll del Bruc durant la tercera.

## Classificació final
| Pos. | Ciclista        | Temps        |
| ---- | --------------- | ------------ |
| 1    | Sebastià Masdeu | 15h 30' 40"  |
| 2    | Josep Magdalena | + 2' 46"     |
| 3    | Vicente Blanco  | + 17' 55"    |
| 4    | Vicente Linares | + 46' 20"    |
| 5    | Otilio Borrás   | + 1h 11' 23" |

## Etapes
| Etapa | Data       | Recorregut            | Km     | Vencedor d'etapa | Líder de la general |
| ----- | ---------- | --------------------- | ------ | ---------------- | ------------------- |
| 1a    | 6 de gener | Barcelona - Tarragona | 98 km  | Sebastià Masdeu  | Sebastià Masdeu     |
| 2a    | 7 de gener | Tarragona - Lleida    | 111 km | Cesario Ruiz     | Sebastià Masdeu     |
| 3a    | 8 de gener | Lleida - Barcelona    | 153 km | Sebastià Masdeu  | Sebastià Masdeu     |

### Etapa 1. Barcelona - Tarragona. 98,340 km
|   | Ciclista        | Temps      |
| - | --------------- | ---------- |
| 1 | Sebastià Masdeu | 3h 28' 10" |
| 2 | Josep Magdalena | + 3"       |
| 3 | Vicente Blanco  | + 8' 34"   |

|   | Ciclista        | Temps      |
| - | --------------- | ---------- |
| 1 | Sebastià Masdeu | 3h 28' 10" |
| 2 | Josep Magdalena | + 3"       |
| 3 | Vicente Blanco  | + 18' 34"  |

### Etapa 2. Tarragona - Lleida. 111,310 km
|   | Ciclista        | Temps      |
| - | --------------- | ---------- |
| 1 | Cesario Ruiz    | 5h 13' 17" |
| 2 | Vicente Blanco  | + 2' 05"   |
| 3 | Sebastià Masdeu | + 2' 48"   |

|   | Ciclista        | Temps      |
| - | --------------- | ---------- |
| 1 | Sebastià Masdeu | 8h 44' 15" |
| 2 | Josep Magdalena | + 2' 43"   |
| 3 | Vicente Blanco  | + 17' 54"  |

### Etapa 3. Lleida - Barcelona. 153,30 km
|   | Ciclista        | Temps      |
| - | --------------- | ---------- |
| 1 | Sebastià Masdeu | 6h 46' 25" |
| 2 | Vicente Blanco  | + 01"      |
| 3 | Josep Magdalena | + 03"      |

|   | Ciclista        | Temps       |
| - | --------------- | ----------- |
| 1 | Sebastià Masdeu | 15h 30' 40" |
| 2 | Josep Magdalena | + 2' 46"    |
| 3 | Vicente Blanco  | + 17' 55"   |